# Richard Johnson (XVI secolo)
Richard Johnson (Londra, 4 maggio 1573 – 1659?) è stato uno scrittore inglese.

## Biografia
Fu uno scrittore inglese di romanzi amorosi e di genere cavalleresco. La sua opera più famosa è The Famous Historie of the Seven Champions of Christendom, probabilmente del 1596. Il successo di questo libro fu così grande che l'autore decise di aggiungere una seconda e terza parte pubblicate nel 1608 e nel 1616. Fra gli altri suoi libri si ricordano Nine Worthies of London (1592); The Pleasant Walks of Moorefields (1607); The Pleasant Conceites of Old Hobson (1607), The Most Pleasant History of Tom a Lincolne (1607); A Remembrance of Robert Earle of Salisbury (1612); Looke on Me, London (1613); The History of Tom Thumbe (1621). The Crown Garland of Golden Roses set forth in Many Pleasant new Songs and Sonnets (1612) venne ristampato nel 1842 e nel 1845.